# Böttcherstrasse

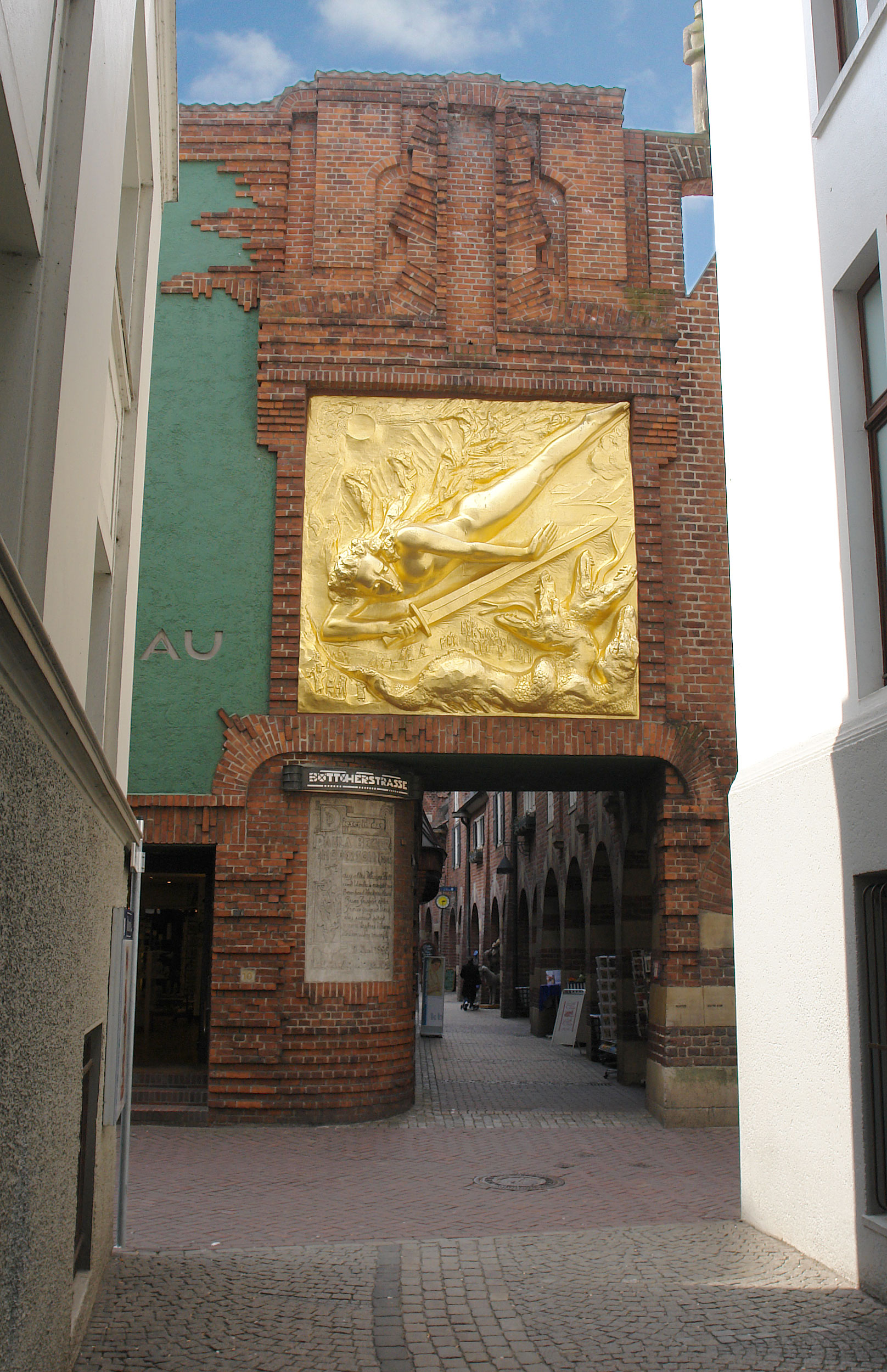
Entrada a Böttcherstraße: Lichtbringer ("Quien trae la Luz") de Hoetger, abril de 1936, intentando glorificar la "victoria de nuestro fürher sobre las fuerzas del mal".

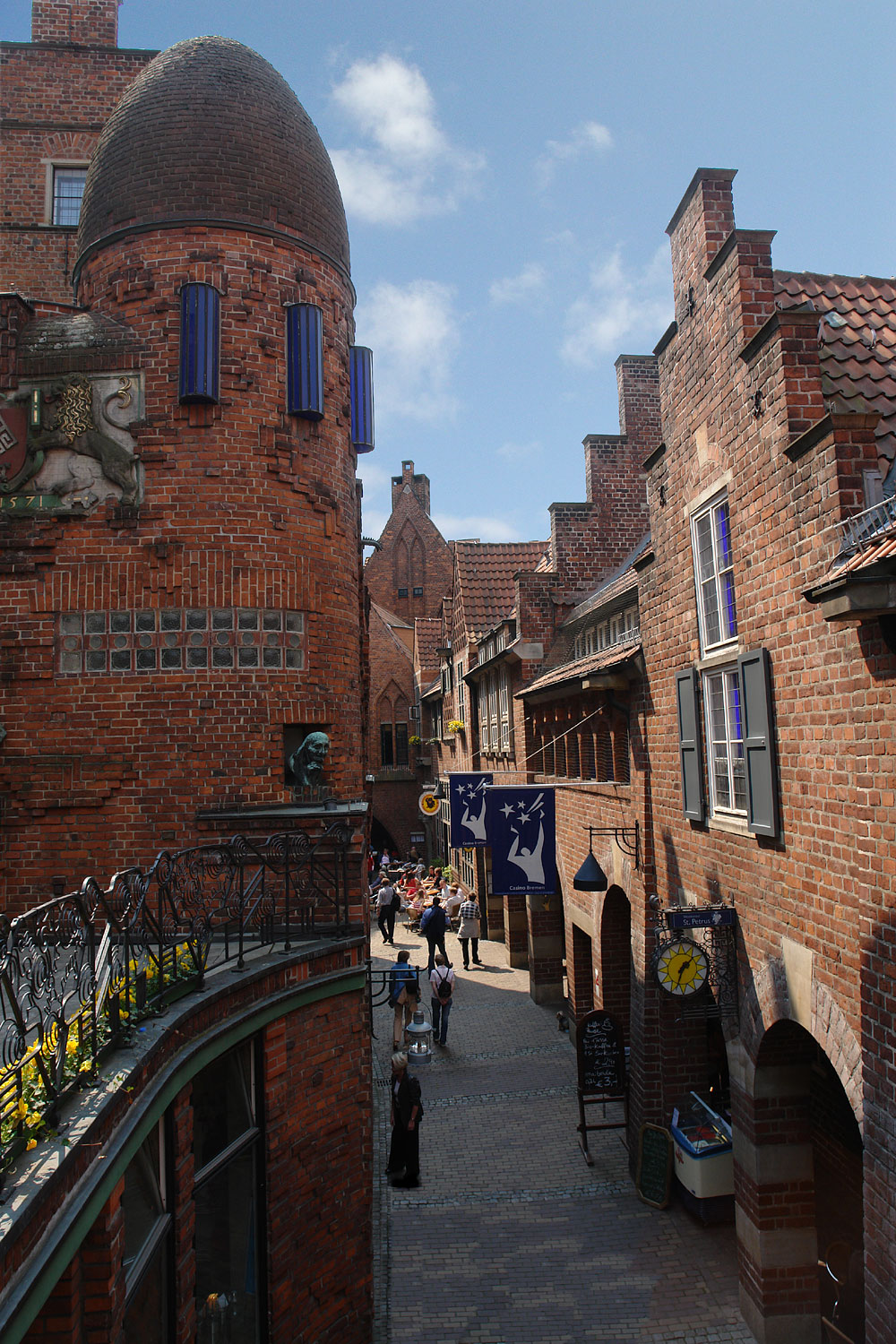
Vista desde la Paula Becker-Modersohn Haus hacia Haus St. Petrus

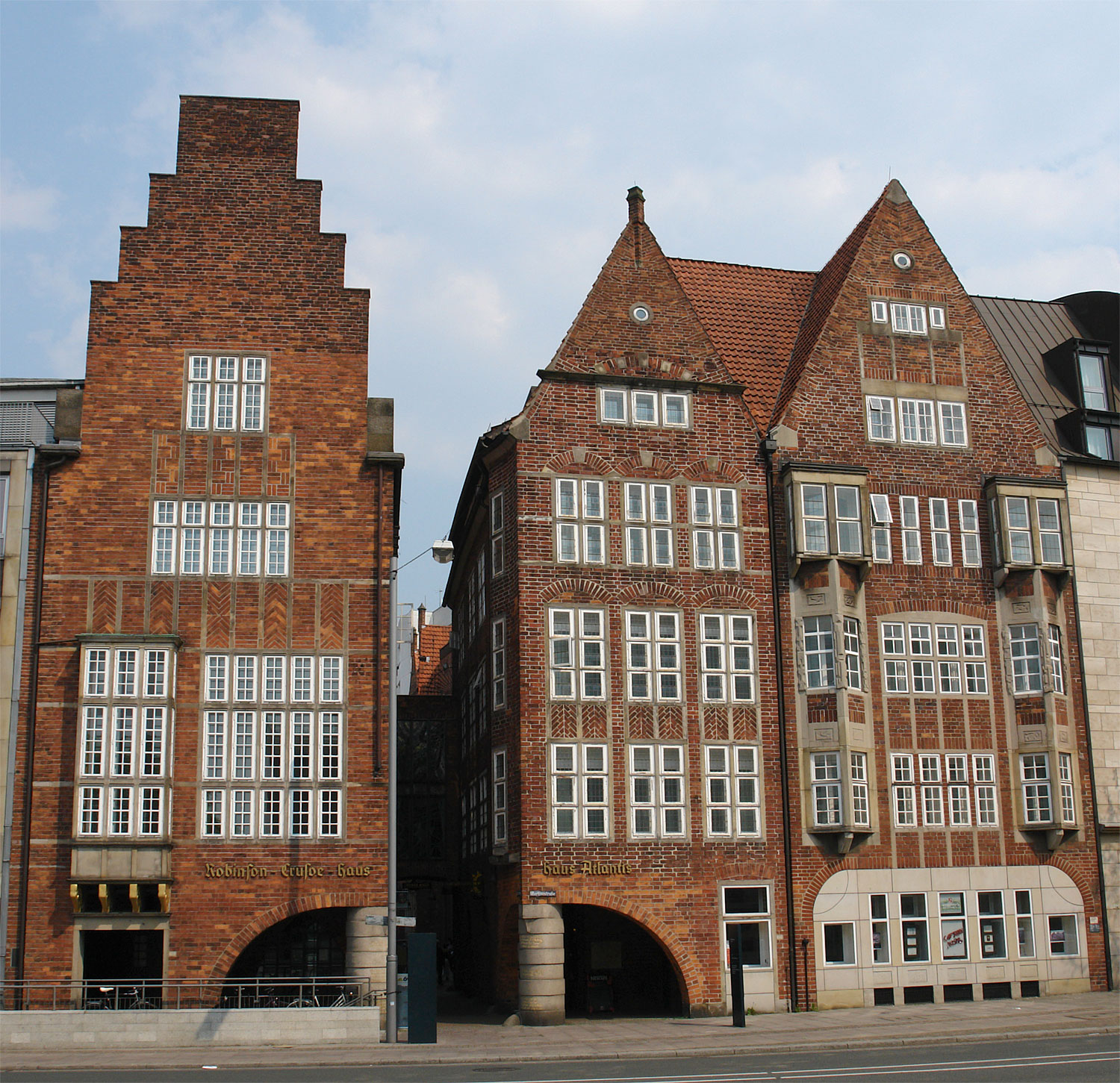
Robinson-Crusoe-Haus y Haus Atlantis (Martinistraße)

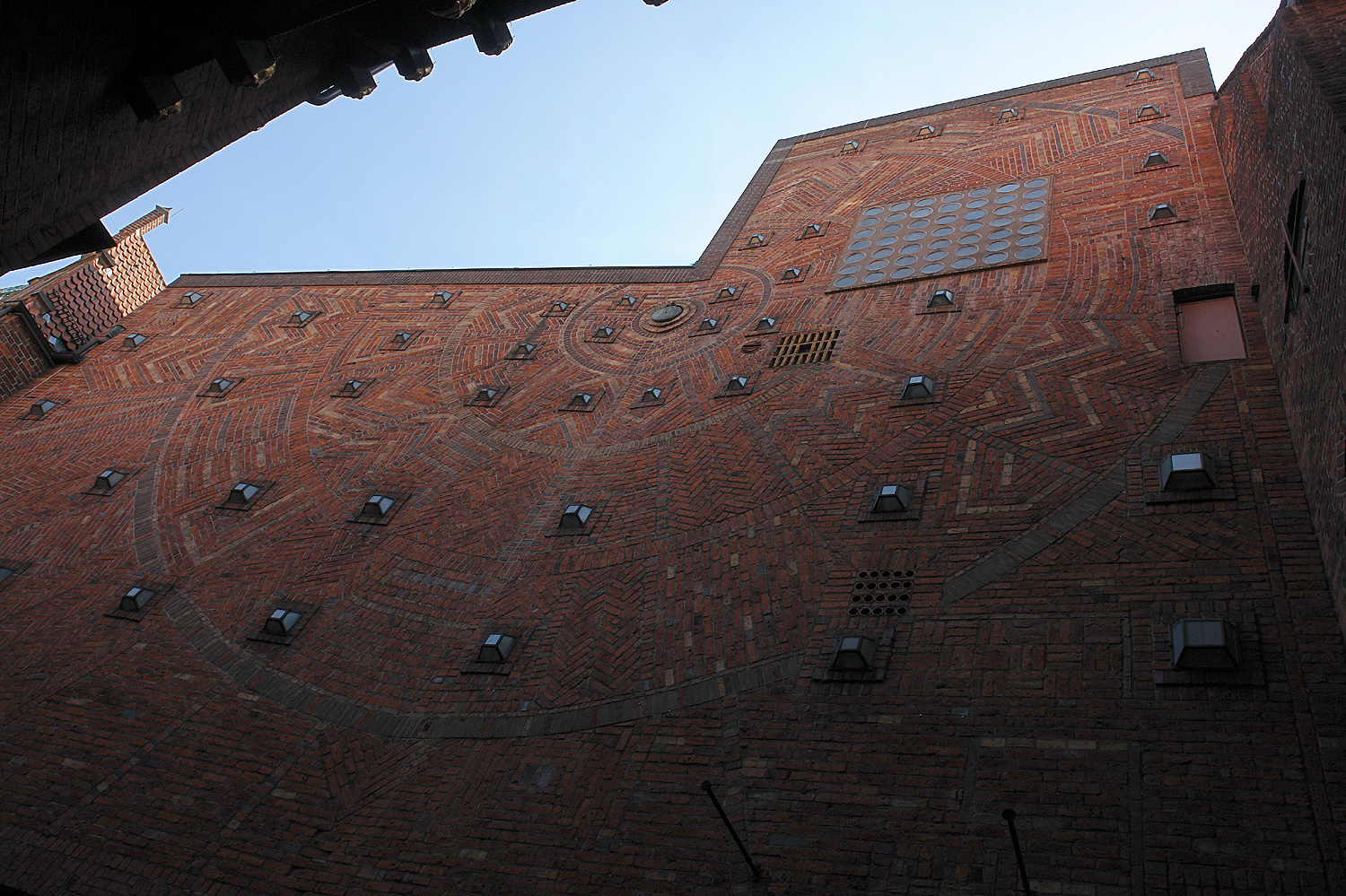
Fachada de la Haus Atlantis, diseñada por Ewald Mataré

La Böttcherstraße es una calle en el centro histórico de Bremen, Alemania. De sólo 100 metros (330 pies) de largo es famosa por su inusual arquitectura y está entre los principales sitios culturales de la ciudad y es una gran atracción para los visitantes.
Muchos de sus edificios fueron levantados entre 1922 y 1931, principalmente por iniciativa de Ludwig Roselius, un comerciante de café de Bremen, quién le encargó a Bernhard Hoetger la supervisión artística del proyecto. La calle y sus edificios son un raro ejemplo de una arquitectura que pertenece a una variante del estilo expresionista. El estilo de muchas de las casas puede clasificarse como Expresionismo en ladrillo.
Roselius, un simpatizante del Nacional Socialismo buscó las ideas culturales nórdicas, influenciado por los ideólogos Julius Langbehn y Herman Wirth, que creían en el irreemplazable valor de la raza nórdica. Su objetivo era materializar estas ideas en la Böttcherstraße (Roselius: "La reerección de la Böttcherstraße es un intento de pensar a la manera alemana" - "Quiero, y ese es el objetivo fundamental de la creación de la Böttcherstraße, romper el hechizo del exilio al que los Romanos sentenciaron a nuestro pueblo, y que aún pesa sobre nosotros..."). Roselius y Hoetger le rindieron tributo a Hitler como "Quien trae la Luz" en un relieve en la entrada, el Führer rechazó esta variante de arte völkisch en un discurso Reichsparteitag el 10 de septiembre de 1936, en el que se refería al Böttcherstraßenkunst ("arte de Böttcherstraße). Por un lado el NSDAP calificó la Böttcherstraße como un reflejo de una "forma divergente de ver la cultura", por otro lado la calle fue calificada como monumento arquitectónico el 7 de mayo de 1937, como un "ejemplo del arte degenerado del periodo Weimar".

## Historia
La Historia de la Böttcherstraße se rastrea hasta la Edad Media. Era un importante enlace entre la plaza del mercado y el río Weser. Tradicionalmente estaba habitado por toneleros (Alemán del norte: Böttcher). Cuando el puerto fue reubicado a mediados del siglo XIX, la importancia de Böttcherstraße comenzó a decaer.
En 1902 (algunas fuentes dicen 1906), Ludwig Roselius, bajo presión de los dueños anteriores, compró la casa en el 6 de Böttcherstraße (actual Museum im Roselius-Haus) e instaló en ella las oficinas centrales de su compañía (que más tarde produciría la marca de café HAG). A través de los años compró otros lotes de la calle. Después de la Primera Guerra Mundial añadió otras oficinas, la HAG-Haus y la Haus St. Petrus. Todas fueron construidas con los materiales típicos de entonces, ladrillo y piedra arenisca.
En contraste a estos edificios, en 1926 adquiere la Paula-Becker-Modersohn-Haus, para que sirviera de museo dedicado a la pintora Paula Modersohn-Becker. Las murallas externas del edificio tienen decoraciones en relieve, mientras que sus salones siguen los principios de la arquitectura orgánica.
En 1931 se completó la Haus Atlantis. Su distintivo estilo y materiales (vidrio, acero y concreto) produjeron un marcado contraste con las otras estructuras. La Robinson-Crusoe Haus también fue levantada en 1931.
En 1944, grande porciones de la Böttcherstraße fueron destruidas. Para 1954, la compañía Kaffee HAG había restaurado casi todas las fachadas.
En 1979, Ludwig Roselius hijo vendió la compañía Kaffee HAG, junto con la Böttcherstraße a General Foods. Dos años más tarde vuelve a comprar la Böttcherstraße. Desde entonces que es propiedad privada.
En 1989 se encontraron severos daños en el edificio de la fábrica. El banco Sparkasse Bremen compró la calle completa y todos sus edificios, excepto el Haus Atlantis. La restauración se completó en 1999.

## Presente
Hoy, la Böttcherstraße es una de las más grandes atracciones turísticas de Bremen. Contiene muchos museos de arte (Kunstsammlungen Böttcherstraße), diversos talleres de artes y oficios, bares, restaurantes y negocios, el casino de Bremen y un hotel. Casi todos los edificios son propiedad de la fundación.